# Лунка-Флорій
Лунка-Флорій (рум. Lunca Florii) — село у повіті Караш-Северін в Румунії. Входить до складу комуни Корнерева.
Село розташоване на відстані 295 км на захід від Бухареста, 51 км на південний схід від Решиці, 122 км на південний схід від Тімішоари, 135 км на північний захід від Крайови.

## Населення
За даними перепису населення 2002 року у селі проживали 70 осіб, усі — румуни. Усі жителі села рідною мовою назвали румунську.